# 小行星2521
小行星2521（2521 Heidi）是一颗围绕太阳公转的小行星。1979年2月28日，保羅·維爾特在齐美尔瓦尔德发现了此天体。
該小行星以瑞士作家約翰娜·施皮里的小說《海蒂》命名。
这颗小行星的绝对星等为247.8860204060768等。